# Famille Csekonics
La famille Csekonics de Zsombolya et Janova (en hongrois : zsombolyai és janovai Csekonics család) était une famille aristocratique hongroise.